# Luta

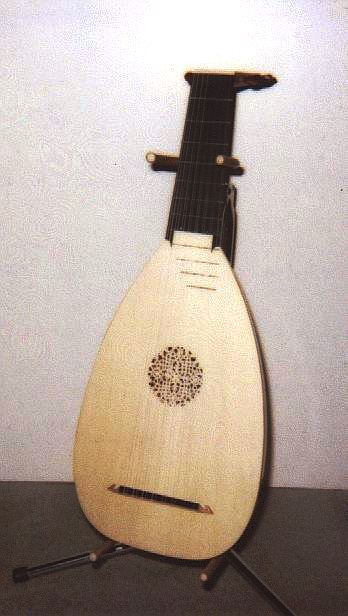
Luta

Lutan är ett stränginstrument som finns i ett antal olika utföranden. Den kan spåras ända tillbaka till 400-talets Persien och introducerades i Spanien på 800-talet av musikologen Zaryab. Lutan hade sin glansperiod över hela Europa under renässansen och barocken. Över sin resonanskropp, som är formad som ett genomskuret päron, sträcker det sig allt mellan sex och tretton körer, det vill säga strängpar. Körerna är unisont eller oktavstämda, första kören är dock oftast en enkelsträng. Historiskt gjordes strängarna av hårt tvinnade tarmar.
Lutor är i vetenskaplig terminologi gruppnamnet för alla instrument med strängar och hals, bland annat innefattande stråkinstrument och instrument av gitarrtyp.
Carl Michael Bellman uppges ofta ha spelat luta men vad som då avses är hans cister,  ett instrument som är släkt med lutan. Från cistern utvecklades småningom den svenska lutan.